# Zeeslag bij Dan-no-ura
De Zeeslag bij Dan-no-ura (Japans: 壇ノ浦の戦い Dan-no-ura no tatakai) was een belangrijke Japanse zeeslag die onderdeel uitmaakte van de Genpei-oorlog en zich in Dan-no-ura, in de Straat van Shimonoseki voltrok.
Op 24 maart 1185 versloeg de vloot van de Minamoto-clan (Genji) onder leiding van Minamoto no Yoshitsune de vloot van de Taira-clan (Heike), na een gevecht van een halve dag.
De Taira waren in de minderheid, maar volgens sommige bronnen hadden ze het voordeel ten opzichte van de Minamoto dat ze de getijden van dat specifieke gebied begrepen, evenals zeeslagtactieken in het algemeen. De Taira splitsten hun vloot in drie eskaders, terwijl de schepen van de vijand met de gehele vloot bij elkaar bleven, op een rij met de boogschutters gereed. Het begin van de strijd bestond hoofdzakelijk uit een pijl-en-booggevecht over een lange afstand. Later nam de Taira het initiatief. Ze gebruikten de getijden om hen te helpen te proberen de vijandelijke schepen omringen. Het massale boogschieten van een afstand gaf uiteindelijk ruimte voor een man-tegen-mangevecht met zwaarden en dolken, nadat de bemanningen van de schepen elkaar geënterd hadden. Het tij veranderde echter, waardoor de Minamoto weer in het voordeel kwam.
Een van de cruciale factoren die maakten dat de Minamoto de strijd kon winnen was dat een Taira-generaal genaamd Taguchi Shigeyoshi overliep naar de vijand, en aan de Minamoto openbaarde waar het schip de zes jaar oude keizer Antoku op uit was. Hun boogschutters richtten hun aandacht op de stuurlui en de roeiers van het schip van de keizer, evenals de rest van de bemanning, met als doel de vijand de controle over het schip te laten verliezen. Veel van de Taira-krijgers, waaronder Taira no Tomomori, Taira no Tsunemori en Taira no Norimori, zagen de strijd zich tegen hen keren en wierpen zich overboord. Ze pleegden liever zelfmoord dan dat ze met de nederlaag tegen hun grote rivaal de Minamoto geconfronteerd zouden worden. Onder degenen die op deze manier omgekomen zijn waren Antoku en zijn grootmoeder, de weduwe van Taira no Kiyomori, het hoofd van de clan. Tot op de dag van vandaag geloven veel Japanners dat de Heikegani die gevonden worden in de Straat van Shimonoseki de geesten van de gestorven Taira-krijgers bevatten.
Beseffend dat het een verloren strijd was, probeerde de Taira de keizerlijke regalia van Japan overboord te gooien, maar ze slaagden er alleen in om de Kusanagi (een heilig zwaard) en de Yata no Kagami (een heilige spiegel) in het water te krijgen voordat het schip met de regalia werd overgenomen. De spiegel werd teruggevonden door duikers; velen veronderstellen dat het zwaard ondertussen verloren is gegaan. Officieel wordt gezegd dat het zwaard is gevonden en wordt bewaard in een schrijn in het Atsuta Altaar.
Deze beslissende nederlaag van de Taira-krachten leidde voor de Taira tot het einde van de controle over Japan. Minamoto Yoritomo, de oudere halfbroer van Minamoto Yoshitsune, werd de eerste Shogun. Hij richtte een militaire regering ('bakufu') op in Kamakura. De Taira-strijders Taira Tomomori, Taira Noritsune, Taira Norimori, Taira Tsunemori, Taira Sukemori, Taira Arimori en Taira Yukimori werden gedood in de strijd.